# 表面再構成
表面再構成（ひょうめんさいこうせい、英: surface reconstruction、表面再配列とも言う）とは、結晶の表面上の原子がバルクとは異なる配置に並ぶこと。再構成された表面の構造（並進対称性）はウッドの記法に基づいて Si(111)-(7×7) のように記述されることが多い。
結晶の切断面としての表面において、元のバルクとしての結晶の構造が保たれた理想表面はエネルギー的に不安定であり、表面は理想表面とは異なった構造を形成する。この時、吸着原子などを考えない清浄な表面を考えている。取り得る構造には、表面緩和、ランプリング、表面再構成などがあり、表面再構成は結晶表面の最外層及びその下数層に渡って、元のバルクとしての結晶構造とは異なる対称性を持った構造になる場合を言う。表面緩和は、結晶面の二次元的な対称性は元の結晶構造のものを保ったままで、結晶表面層の面間隔が変化する表面構造である。表面緩和は特に表面最外層と第二層の間で最も顕著に現れる。ランプリングはイオン結晶のような異なる種類の原子からなる無極性な表面で見られる表面構造で、陽イオン、陰イオンがジグザグ状の構造を形成する。これは、表面緩和の特殊な場合と考えることもでき、陽イオン、陰イオンの緩和の度合いが異なることによってジグザグ構造となる。

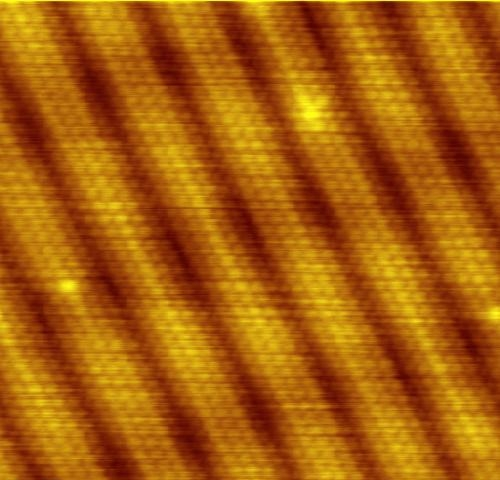
走査型トンネル顕微鏡で可視化した、きれいなAu(100) 表面における表面再構成の画像。表面原子はバルク結晶構造から外れ、溝を挟み数原子の幅に並んだ列に配置している。

表面再構成は、半導体の表面に良く現れる。半導体の理想表面の最外層では、結合の切れたダングリングボンドが存在し、その表面を非常に不安定な状態にさせる。このため表面最外層では、可能な限りダングリングボンドを減らすように構造を変化させる。典型的な例がシリコンの[100]方向に垂直な平面（Si(100) 表面）におけるダイマー構造である。ダイマー構造は、対称な場合と非対称な場合があり、特に後者の場合、ダイマーの配列の仕方に p(2×2)、c(4×2) など複数の構造が存在する。シリコンの[111]方向に垂直な表面（Si(111) 面）は、有名な (7×7) 構造（DASモデル）を形成する。表面再構成は、半導体表面だけでなく、貴金属や遷移金属の表面でも見られる場合がある。イオン性のある結晶での、極性のある表面（理想表面）も大変不安定で再構成構造を形成する。